# Ebubekir Bulut
Ebubekir Bulut (* 29. September 1982 in Berlin), auch als Ebu Bulut bekannt, ist ein deutscher Profiboxer.

## Erfolge
2006 errang er den Deutschen Meistertitel im Mittelgewicht. Vorher war er mehrmals Berliner Meister und Internationaler Deutscher Meister.